# 冨岡健翔
冨岡 健翔（とみおか けんと、1992年7月8日 - ）は、日本の俳優、タレント。
埼玉県出身。立教大学出身。STARTO ENTERTAINMENT所属。

## 来歴
木村拓哉に憧れて、2001年9月23日、ジャニーズ事務所へ入所。
2008年からはMADEのメンバーとして嵐やNEWSなど先輩のバックダンサーをしつつ、グループや個人で数多くの舞台にも出演。
2020年1月31日にMADEが解散。以降はソロタレントとして活動。
2020年2月1日、同年3月に上演される舞台『ポンコツ武将列伝〜隣の城のアイツ〜』で舞台単独初主演をすることが決定したと報じられた。しかし、新型コロナウイルス感染拡大防止のために公演は取りやめとなったため、2020年12月、舞台『通りすがりのYouTuber』で単独初主演を果たした。
2023年8月20日、ジャニーズ事務所公式サイト内に個人アーティストとしてのページが作成され、ジャニーズJr.を卒業。
2023年10月18日、ソロで俳優業をメインに活動する8人で「あくたれ」という公式X（旧Twitter）アカウントを開設。翌年2024年4月1日には個人のInstagram、さらに2025年7月8日には個人のX（旧Twitter）アカウントを開設した。

## 出演

### 舞台
- もっと歴史を深く知りたくなるシリーズ 第5弾「桃山ビート・トライブ」（2017年11月23日 - 12月3日、EX THEATER ROPPONGI） - 平信 役[15]
  - 桃山ビート・トライブ〜再び、傾かん〜（2019年6月14日 - 16日、京都劇場 / 6月21日 - 7月1日、EX THEATER ROPPONGI） - 平信 役[16]
- 恋するアンチヒーロー（2020年8月29日・30日、三越劇場）[注 1] - 新田 役[17]
- ABC座2020 オレたち応援屋!! On Stage（2020年10月3日 - 28日、日本青年館ホール）[18] - 赤松太紀 役[19]
- 通りすがりのYouTuber（2020年12月9日 - 16日、CBGKシブゲキ!!） - 主演[10]
  - 通りすがりのYouTuber（2022年5月20日 - 29日、CBGKシブゲキ!!） - 主演・江南秀真 役[11]
- ドラマローグ「野暮兄弟と小狐ちゃん」（2021年1月14日 - 17日、紀伊國屋サザンシアター TAKASHIMAYA）- 主演・瑛士 役（稲葉光・福士申樹・野澤祐樹と4人で主演）[20]
- イケメンヴァンパイア◆偉人たちと恋の誘惑 THE STAGE 〜Episode.1〜（2021年4月23日 - 29日、シアター1010）[注 2] - 主演・ヴォルフガング・アマデウス・モーツァルト 役（松崎祐介・福士申樹・松本幸大と4人で主演）[23][24]
- 未来記の番人（2021年3月12日 - 21日、新橋演舞場 / 3月27日、日本特殊陶業市民会館 / 3月30日、久留米シティプラザ / 4月3日 - 11日、大阪松竹座）- 巽 役[25]
- あやかし緋扇（2021年6月17日 - 25日、新宿FACE）[注 3] - 桜咲龍羽 役[28]
- 舞台 真・三國無双 〜荊州争奪戦IF〜（2021年9月3日 - 8日、EX THEATER ROPPONGI） - 孫権 役[29]
- 九識のスプリント〜いざ、駆ける瞬間〜（2021年10月27日 - 11月3日、江戸川区総合文化センター 小ホール）[30]
- WBB vol.19『ウエスタンモード』（2021年12月21日 - 28日、こくみん共済coop ホール スペース・ゼロ） - クレス 役[31]
- 見舞う男（2022年2月3日 - 7日、CBGKシブゲキ!!） - 主演（十碧れいやとのW主演）[32]
- 正義ノ嘘人（2022年7月15日 - 24日、シアターサンモール）[注 4] - 朋江ソウスケ 役[35]
- 女の友情と筋肉 THE MUSICAL（2022年9月16日 - 25日、品川プリンスホテル ステラボール / 10月1日・2日、COOL JAPAN PARK OSAKA TTホール） - 神田ユイ 役[36]
  - 女の友情と筋肉 THE MUSICAL -幸せの上腕二頭筋-（2024年5月17日、なかのZERO 大ホール / 5月25日・26日、森ノ宮ピロティホール / 5月30日 - 6月9日、品川プリンスホテル ステラボール）[37]
- Regulation's High!（2022年11月30日 - 12月4日、シアターサンモール） - 主演・速水泳児 役[38][39]
- 龍馬が翔ぶ（2022年12月14日 - 18日、俳優座劇場） - 主演・中野慎二 役（木村恭介とのW主演）[39][40]
- 風が強く吹いている（2023年1月18日 - 22日、シアター1010） - 杉山高志（神童） 役[41]
- 騙っちゅーの！（2023年3月1日 - 5日、シアターサンモール） - 主演[42]
- 恐怖コレクター（2023年5月13日 - 21日、草見会館 草見ホール） - ジミー 役[43]
- いいね!光源氏くん（2023年8月12日 - 19日、三越劇場） - 頭中将 役[44]
- ヴィヴァルディ -四季-（2023年12月9日・10日、ウインクあいち 大ホール / 12月27日・28日、兵庫県立芸術文化センター 阪急中ホール / 2024年1月6日 - 14日、新国立劇場 小劇場）[45]
- 夏草〜夜明けを待ちながら〜（2024年3月20日 - 24日、築地本願寺ブディストホール） - 主演[46]
- 朗読劇「夢から醒めない夢を見よ。」（2024年4月6日・7日、シアターサンモール）[47]
- 役替わり朗読劇『5years after』-ver.12-（2024年8月30日 - 9月1日、新国立劇場 小劇場）[48]
- 熟年団『チェリー・ホープを知ってるかい。』（2024年12月4日 - 8日、恵比寿・エコー劇場）[49]
- マーダーミステリーShowcase〜5人の証言〜（2025年1月17日 - 19日、全電通労働会館）[50]
- ナビゲーション（2024年9月26日 - 29日、シアターグリーン BOX in BOX THEATER）[51]
- 朗読劇「名前を呼んで、もう一度」（2024年11月22日、サンシャイン劇場）[52]
- 10·Quatre vol.18「凶風」まがつかぜ（2024年12月18日 - 22日、THE POCKET）[53]- 神田砂吉 役[54]
- 藤間勘十郎文芸シリーズ 其の五『其噂妖狐譚』-そのうわさだっきものがたり-（2025年2月11日、京都芸術劇場 春秋座 / 2月18日 - 24日、あうるすぽっと） – 側臣・費仲 役[55]
- ミュージカル『薔薇王の葬列』（2025年4月19日–27日、こくみん共済 coop ホール） – ヘンリー 役（RIKUとWキャスト）[56]

### ドラマ
- 美男ですね　第1話（2011年7月15日、TBS）[57]

### テレビ番組
- アドリブTHEATER（2023年10月19日、11月16日、12月21日、MUSIC ON! TV）[58]
  - アドリブTHEATER＜#特別編＞（2024年3月21日、MUSIC ON! TV）[59]